# Amanikhalika
Titre
Reine de Koush
Amanikhalika est le nom souvent attribué à une reine koushite enterrée dans la pyramide Beg N. 32 à Méroé. Si l'attribution est correcte, Amanikhalika a régné dans la seconde moitié du IIe siècle de notre ère, sur la base de ses relations connues avec d'autres monarques.

## Sources et chronologie
Le nom d'Amanikhalika est connu que par la table d'offrandes du futur roi Aritinenyesbokhe, qui identifie ses parents comme étant Tarekeniwal et Amanikhalika. Tarekeniwal est vraisemblablement identique au roi koushite du même nom, enterré dans la pyramide Beg. N 19. Si Amanikhalika doit être identifiée comme étant la reine enterrée dans la pyramide de Beg. N 32, elle est donc à l'origine la reine consort de Tarekeniwal. L'identification avec Amanikhalik place le règne de cette reine dans la seconde moitié du IIe siècle de notre ère, car les règnes de Tarekeniwal et d'Aritenyesbokhe sont datés de cette époque.
La pyramide Beg. N 32 est le tombeau d'une reine koushite régnante, daté entre le milieu du IIe siècle de notre ère et le milieu du IIIe siècle de notre ère. La tombe ne conserve pas le nom de la reine enterrée mais est attribuée par beaucoup appartenant à Amanikhalika dans les années 1950. Même si elle reste hypothétique, cette identification est soutenue par un grand nombre de chercheurs modernes. Certains chercheurs, tels que Kuckertz (2021) et Droa-Krupe et Fink (2021), ont mis en doute cette identification et considèrent que le tombeau de la pyramide Beg. N 32 appartient à une reine inconnue.

## Source
- (en) Cet article est partiellement ou en totalité issu de l’article de Wikipédia en anglais intitulé « Amanikhalika » (voir la liste des auteurs).